# モザンビークのHIV/AIDS

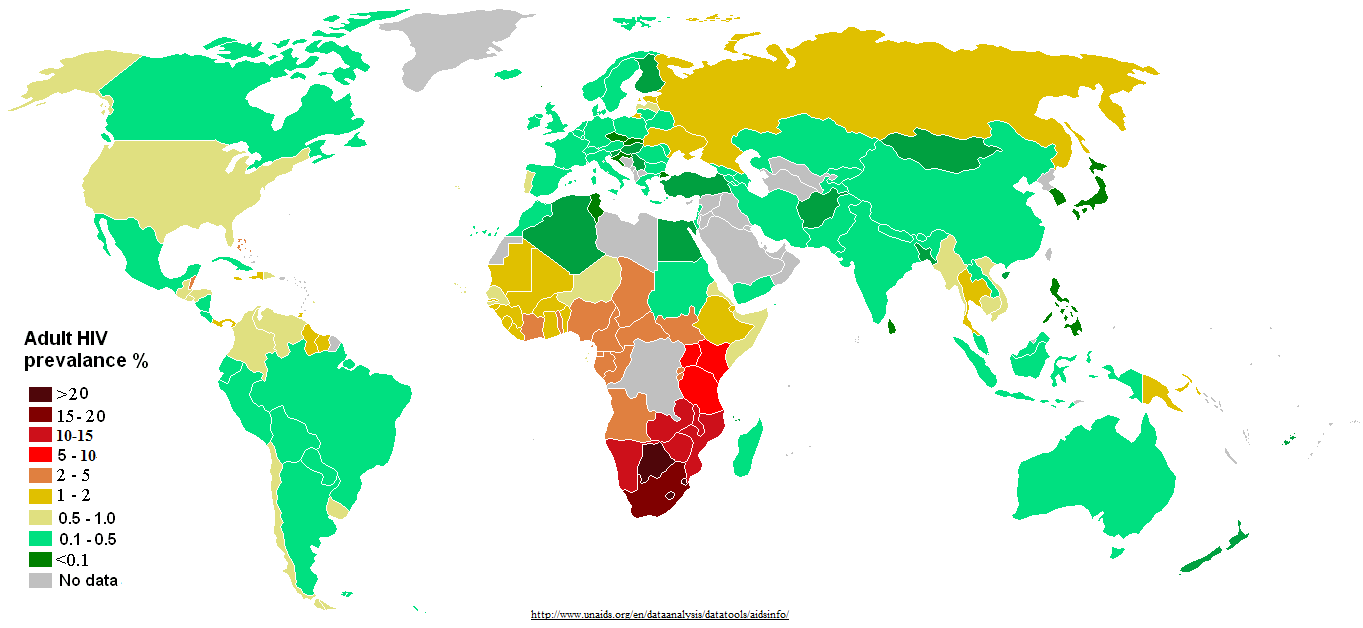
モザンビークは世界で8番目にHIV患者の比率が高い地域である。

本稿では、モザンビークにおけるHIV/AIDSについて述べる。

## 概要

### 流行の状況
モザンビークはHIV/AIDSの深刻な流行に直面しているが、これらに対する社会的対応は未だ十分に行き届いてはいない。2005年には、15歳から49歳までの成人のうちHIV感染の感染者が推定で16.1%にも達したとされる。この国におけるHIVの主要な感染経路は異性間の性交渉によるものである。その生理学的な構造の差異からHIV感染のリスクは男性よりも女性のほうが高いため、15歳から24歳の若い女性のHIV感染率は10.7%と推測されるのに対し、同年齢の男性の感染率は3分の1程度の3.6%である。なお、HIV感染者数が多いのは、移動の多い職に就く人々、売春を行う人々、主要な輸送路の近くに住む人々である。また、HIV/AIDSの蔓延による免疫不全患者の増大により、結核、マラリア、季節的なコレラの流行状況に一層の悪化が見られている。
1977年から1992年まで続いたモザンビーク内戦時代には国内外の人間の移動が制限されていたため、モザンビーク国内のHIV感染率は周辺の国と比較して低い値を維持していた。しかし、内戦が終結して難民が帰還したり、経済活動や商業活動の活性化によって人々の移動が盛んになると、HIV感染率は近隣諸国と同様の高水準にまで上昇した。
なお、2007年のHIV感染者数は約150万人に達したことが報告されている。

### 対策上の問題
モザンビークはHIV/AIDS予防のための計画を拡大しており、より多くの国民がHIVの感染防止、治療、ケアなどの社会サービスを受けられるよう努力している。この社会的計画は、モザンビークにおける個人個人の能力をより社会的に活用できるようにする点で重要であり、事業に対応する診療所や教育機関の運営や社会サービス提供の拡大が急務となっている。
しかしながら、国連による2008年度の人間開発報告書によれば、モザンビークの人間開発指数は全177ヶ国中172位で、国民の36.2%は1日当たりの収入が1ドル以下であり、後発開発途上国の1つとして経済的に困難な状況にある。さらに、2006年度の人間開発報告書によると国民10万人あたりに医師は約3人しかおらず、また、その他の医療技術者（看護師、薬剤師、医療関連技師）の不足も著しい。
医療制度以外の問題点としては、HIV/AIDSに多面的に対応するためには社会共同体を基盤とした率先的行動や奉仕活動が不可欠であるが、モザンビークは成人の識字率が46.5%（女性では31.4%）と極めて低いことと、HIV感染者に対する偏見や差別が激しいことが、状況改善の足枷となっている。